# Geispolsheim
Geispolsheim es una comuna y localidad de Francia, situada en el departamento de Bajo Rin , en la región de Alsacia. Forma parte de la Comunidad urbana de Estrasburgo. Tiene una población de 7.031 habitantes (según censo de 1999) y una densidad de 320 h/km².
- Datos: Q22643
- Multimedia: Geispolsheim / Q22643

1. ↑  Worldpostalcodes.org, código postal n.º 67118.
2. ↑  INSEE, Datos de población para el año 2012 de Geispolsheim (en francés).